# Mananara Nord (district)
Mananara Nord is een district van Madagaskar in de regio Analanjirofo. Het district telt 161.025 inwoners (2011) en heeft een oppervlakte van 4.621 km², verdeeld over 11 gemeentes. De hoofdplaats is Mananara Nord.